# 働かざる者食うべからず
「働かざる者食うべからず」（はたらかざるものくうべからず、英語: He who does not work, neither shall he eat.）とは、労働に関する慣用句である。
働こうとしない怠惰な人間は食べることを許されない。食べるためにはまじめに働かなければならないということ。
歴史や価値観によって対象となる立場の人間は、下記の通り異なっている。

## 聖書
新約聖書の『テサロニケの信徒への手紙二』3章10節には「働こうとしない者は、食べることもしてはならない」という一節がある。

これが「働かざる者食うべからず」という表現で広く知られることとなった。ここで書かれている「働こうとしない者」とは、「働けるのに働こうとしない者」であり、病気や障害、あるいは非自発的失業により「働きたくても働けない人」のことではないとされている。

## ソビエト連邦
ソビエト社会主義共和国連邦（現在のロシア連邦）およびソビエト連邦共産党（前身はボリシェヴィキ、現在はロシア連邦共産党）の初代指導者ウラジーミル・レーニンは、1917年12月に執筆した論文「競争をどう組織するか？」の中で、「『働かざるものは食うべからず』――これが社会主義の実践的戒律である」と述べた。レーニンがこの言葉を使った際には、労働者を酷使し「不労所得で荒稼ぎする資本家達」を戒める意味合いがあった。
1918年制定のロシア社会主義連邦ソヴェト共和国憲法（いわゆる「レーニン憲法」）の第18条では、次のように書かれている。
その後、1936年制定のソビエト社会主義共和国連邦憲法（スターリン憲法）第12条にも記載された。
　
1977年制定のブレジネフ憲法ではこの言葉はなくなった。

## 日本
日本では聖書やソ連の考え方とは異なっていた。井手英策は日本国憲法への「勤労の義務（第27条）」挿入の際のいきさつを分析すると、強者の富裕層の勤労でなく弱者の貧困層の勤労が念頭にあったといってよいだろう、としており（松本烝治委員長の憲法問題調査委員会）、これには近世以来の日本社会の価値観が影響していると考察している。